# Les Hortes (Bóixols)
Les Hortes és un indret i partida del terme municipal d'Abella de la Conca, al Pallars Jussà, en territori del poble de Bóixols.
Estan situades a llevant i sota de Bóixols, a la dreta del riu de Pujals, al sud de la Serra de Cal Mestre, al nord del Molí de Bóixols.
Es tractava d'un sector d'hortes regades amb el riu de Pujals, actualment en desús com a hortes.

## Etimologia
Es tracta d'un topònim romànic modern, de caràcter descriptiu, amb el significat ben transparent: designa unes hortes.